# Pseudobagrus medianalis
Pseudobagrus medianalis es una especie de peces de la familia Bagridae en el orden de los Siluriformes.

## Distribución geográfica
Se encuentra en el lago Dian (Yunnan, China).